# Amietia amieti
Amietia amieti es una especie de anfibios de la familia Pyxicephalidae.

## Distribución geográfica
Se encuentra en la zona centro-oeste de la República Democrática del Congo.